# Drosophila badia
Drosophila badia este o specie de muște din genul Drosophila, familia Drosophilidae, descrisă de Hardy în anul 1965. Conform Catalogue of Life specia Drosophila badia nu are subspecii cunoscute.